# Jerónimo Vidal Torró
Jerónimo Vidal Torró   (Alfarrasí, 31 de juliol de 1976) és un ex-pilot de motociclisme valencià que competí internacionalment entre la temporada de 1997 i la de 2002. Fou Campió d'Espanya de 125 cc l'any 1999.

## Trajectòria internacional
Debutà al Campionat del Món la temporada de 1997, pilotant una Aprilia a la categoria de 125cc, gràcies a un wild card ("comodí") per a participar en el Gran Premi d'Espanya.
El 1998 competí durant tota la temporada amb l'Aprilia a la mateixa categoria, acabant-hi en vint-i-sisena posició final, essent setzè la temporada següent, 1999.
La temporada de 2000 canvià als 250cc, acabant en 37è lloc final, i 25è el 2001.
Ja l'any 2002 passà a competir en el Campionat del Món de Superbike amb una Honda VTR 1000 SP1 de l'equip White Endurance, corrent dues proves (4 curses) com a pilot de reemplaçament. Acabà la temporada al lloc quarantè final, gràcies a haver estat el quinzè en la primera cursa del Gran Premi dels Països Baixos, a Assen.

## Resultats al Mundial de motociclisme[2]
| Any   | Categoria | Moto    | Curses | Victòries | Podi | Pole | Fast lap | Punts | Posició |
| ----- | --------- | ------- | ------ | --------- | ---- | ---- | -------- | ----- | ------- |
| 1997  | 125cc     | Aprilia | 1      | 0         | 0    | 0    | 0        | 0     | -       |
| 1998  | 125cc     | Aprilia | 11     | 0         | 0    | 0    | 0        | 6     | 26è     |
| 1999  | 125cc     | Aprilia | 16     | 0         | 0    | 0    | 0        | 47    | 16è     |
| 2000  | 250cc     | Aprilia | 8      | 0         | 0    | 0    | 0        | 2     | 37è     |
| 2001  | 250cc     | Aprilia | 15     | 0         | 0    | 0    | 0        | 13    | 25è     |
| Total |           |         | 51     | 0         | 0    | 0    | 0        | 65    |         |